# Kárpáti Károly (birkózó)
Kárpáti Károly, eredetileg Kellner Károly (Eger, 1906. július 2. – Budapest, 1996. szeptember 23.) olimpiai bajnok magyar birkózó, edző, szakíró, sportvezető.

## Sportolói pályafutása
Orvosi tanácsra kezdett el sportolni. A Debreceni Úszó Egylet műugrója volt. Ebben a sportágban 1924-ben vidékbajnokságot nyert. 1923-ban egy cirkuszi birkózó bemutató keltette fel érdeklődését a sportág iránt. 1925-től a Debreceni TE versenyzője lett. Még ebben az évben vidékbajnok lett birkózásban is. 1926-tól az UTE birkózója lett. Kötöttfogásban indult az 1928-as olimpián és negyedik helyezett lett. Ekkor ismerkedett meg a szabadfogású szakággal.
1927-től 1936-ig, összesen tizenkilenc alkalommal szerepelt a magyar válogatottban. A magyar birkózók közül ő volt az első, aki a kötöttfogású mellett szabadfogású birkózásban is jelentős eredményeket ért el, őt tekintik a magyar szabadfogású birkózóstílus kialakítójának. A fogásnemben máig ő a legeredményesebb magyar birkózó. Az 1929. évi párizsi Európa-bajnokságon ő nyerte a magyar szabadfogású birkózás első Európa-bajnoki érmét. 1930-ban és 1935-ben – mindkét alkalommal Brüsszelben – Európa-bajnoki aranyérmet nyert. Három olimpián vett részt, 1928-ban Amszterdamban kötöttfogásban, 1932-ben Los Angelesben és 1936-ban Berlinben szabadfogásban indult. Súlycsoportjában 1932-ben ezüst, 1936-ban aranyérmet szerzett. Az aktív sportolást az 1936. évi olimpia után fejezte be.

### Sporteredményei
- Szabadfogású birkózásban:
  - olimpiai bajnok (könnyűsúly: 1936)
  - olimpiai 2. helyezett (könnyűsúly: 1932)
  - Európa-bajnok (könnyűsúly: 1930, 1935)
  - Európa-bajnoki 2. helyezett (könnyűsúly: 1929)
  - Európa-bajnoki 3. helyezett (kisközépsúly: 1934)
  - magyar bajnok (könnyűsúly: 1931)
- Kötöttfogású birkózásban:
  - olimpiai 4. helyezett (pehelysúly: 1928)
  - Európa-bajnoki 2. helyezett (pehelysúly: 1927)
  - Európa-bajnoki 3. helyezett (könnyűsúly: 1930)
  - négyszeres magyar bajnok (pehelysúly: 1928 ; könnyűsúly: 1930, 1931, 1932)
  - kétszeres magyar csapatbajnok (1930, 1933)

## Edzői és szakírói pályafutása
Edzői tevékenységét már sportolóként megkezdte, majd 1937-ben a Testnevelési Főiskolán birkózómesteri vizsgát tett. Visszavonulása után középiskolai testnevelő tanárként tevékenykedett, majd a második világháború után bekapcsolódott a magyar sport újjászervezésébe. 1945-től haláláig a Magyar Olimpiai Bizottság tagja volt. 1948-ban rábízták a magyar birkózóválogatott 1952. évi olimpiára történő felkészítését. Egyúttal 1950-től a Budapesti Honvéd birkózószakoszályának vezetőedzője lett. Tanítványai közül Hódos Imre és Szilvásy Miklós olimpiai bajnoki címet, Polyák Imre ezüstérmet, Gurics György bronzérmet nyert. A sikerek ellenére az a helsinki olimpia után a válogatott vezetőedzői posztjáról lemondatták. Pályafutását 1967-ig a Budapesti Honvéd vezetőedzőjeként folytatta. 1967-től szaktanácsadó volt Az 1972-es olimpián a Magyar Televízió szakkommentátora volt.
A sportággal tudományos alapossággal foglalkozott, 1949-től 1953-ig a Testnevelési Főiskola előadója is volt.

### Főbb művei
- Kárpáti Károly. A ferde cipősaroktól a görbe hátig : az emberi test mechanikája és javító tornája. Debrecen: szerzői kiadás (1940)
- Kárpáti Károly. Birkózás. Nova Irodalmi Intézet (1947)
- Kárpáti Károly. Görög-római és szabadbirkózás (1949)
- Kárpáti Károly. Az aranyérem két oldala. Budapest: Medicina (1962)
- Kárpáti Károly. Az idő sodrában : Sportról, olimpiáról, munkáról, életről, békérő. Budapest: Sportpropaganda Vállalat (1985)

## Díjai, elismerései
- Toldi aranyérem (1936)
- Testnevelési Főiskola emlékérem (1936)
- Mesteredző (1952)
- FILA-érdemrend arany fokozat
- NOB-érdemrend bronz fokozat (1981)
- Sportérdemérem arany fokozat (1981)
- Zsidó Hírességek Csarnokának tagja (1985)
- FILA jubileumi emlékjelvény (1988)
- Magyar Birkózó Szövetség tiszteletbeli elnökségi tag (1990)
- A Magyar Köztársaság aranykoszorúval diszitett Csillagrendje (1991)
- MOB olimpiai érdemérem bronz fokozat (1992)
- MOB életmű Fair Play-díj (1996)
- A Magyar Köztársasági Érdemrend középkeresztje (1996)

## Képgaléria

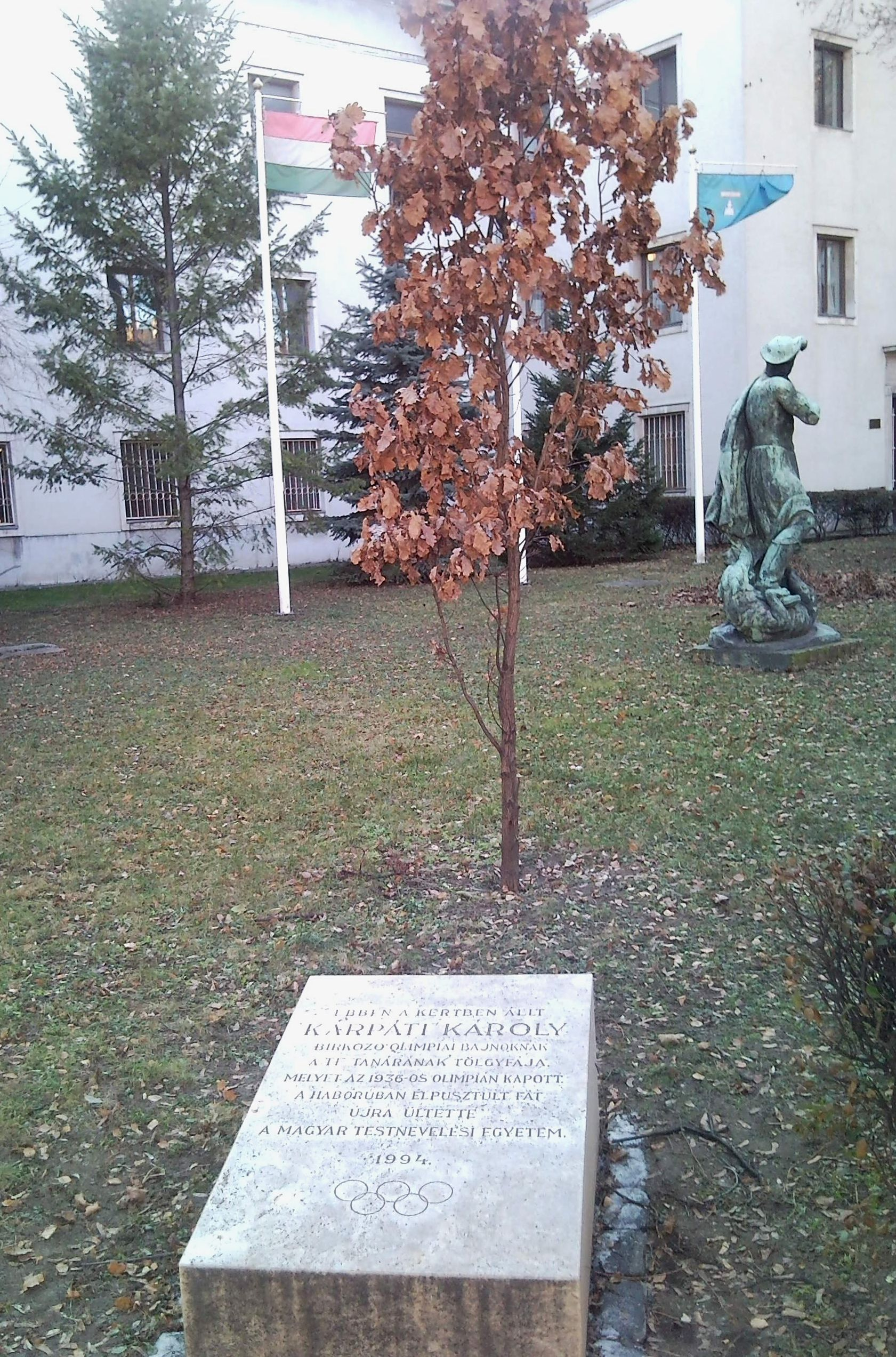
Emléktáblája és fája a "TF" kertjében
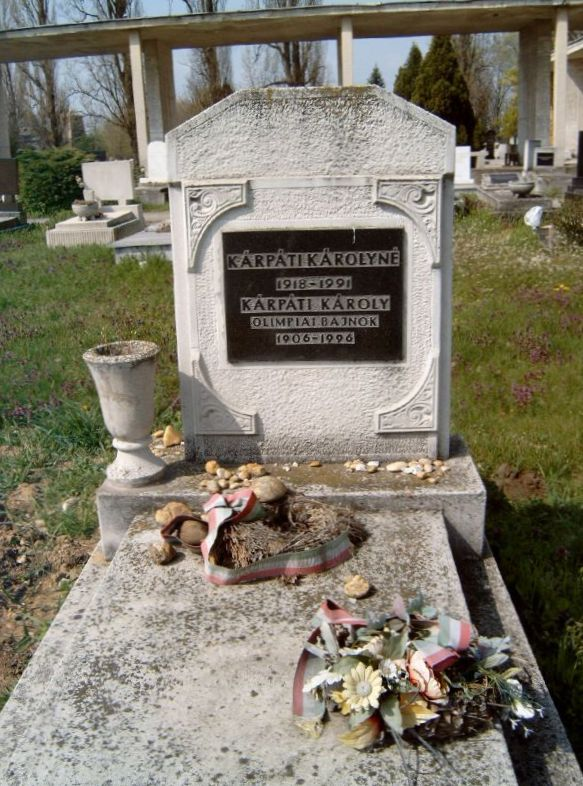
Kárpáti Károly régi sírja Budapesten. Kozma utcai izraelita temető 5B-5-31.